# Quân đội Quốc gia Cuba
Quân đội Quốc gia Cuba (tiếng Tây Ban Nha: Ejército Nacional de Cuba) từ năm 1935 gọi là Quân đội Lập hiến Cuba (tiếng Tây Ban Nha: Ejército Constitucional de Cuba) là quân đội của Cộng hòa Cuba tồn tại từ năm 1902 đến năm 1959.

## Lịch sử
Quân đội Quốc gia Cuba là quân đội của nước Cộng hòa Cuba cho đến năm 1959. Quân đội này bị giải thể vào năm 1959 sau chiến thắng của Quân nổi dậy vốn là lực lượng vũ trang thuộc Phong trào 26 tháng 7 dưới sự lãnh đạo của Fidel Castro. Sau thắng lợi của Cách mạng Cuba năm 1959, đội quân này được Lực lượng Vũ trang Cách mạng Cuba hiện tại thay thế.
Quân đội Quốc gia vốn dĩ là phương tiện đàn áp chính trong chính thể độc tài quân sự của Tướng Fulgencio Batista, kẻ nắm quyền cai trị Cuba từ năm 1952 đến năm 1959 cho đến khi chế độ của ông bị lực lượng cách mạng của Castro lật đổ.

## Khí tài

### Xe tăng[2][3]
- 8 xe tăng Marmon Herrington CTMS-1TBI
- 24 xe tăng M3A1 Stuarts
- 7 xe tăng M4A3 (76) W HVSS General Sherman
- 15 xe tăng Comet (A34)

### Máy bay
- 29 chiếc Republic Thunderbolt F-47D
- 7 chiếc Piper PA-20 Pacer
- 5 chiếc Piper PA-18-135 Super Cub
- 8 chiếc Lockheed T-33 Shooting Star Land/lease
- 16 chiếc Douglas B-26B & C Invader Land/Lease
- 4 chiếc Piper PA-22-150 Tri Pacer
- 3 chiếc Piper Pa-22-160 Tri Pacer
- 1 chiếc Piper PA-23-160 Apache
- 1 chiếc Aero Commander 560
- 2 chiếc Bell 47G-2
- 1 chiếc Douglas TB-26 Land/lease
- 6 chiếc De Havilland Beavers DHC-2
- 4 chiếc Curtiss Commandos C-46